# Microbrachis pelikani
Microbrachis branchiophorus
Espèce
Synonymes
- † Microbrachis branchiophorus Fritsch, 1883

Microbrachis pelikani est une espèce fossile d'amphibiens lépospondyles découverte dans des terrains datant du Carbonifère dans la région de Nýřany (République tchèque).

## Systématique
L'espèce Microbrachis pelikani a été décrite en 1876 par le paléontologue tchèque Antonn Jan Frič (1832-1913).

### Synonyme
L'espèce a un synonyme Microbrachis branchiophorus Fritsch, 1883.

## Description

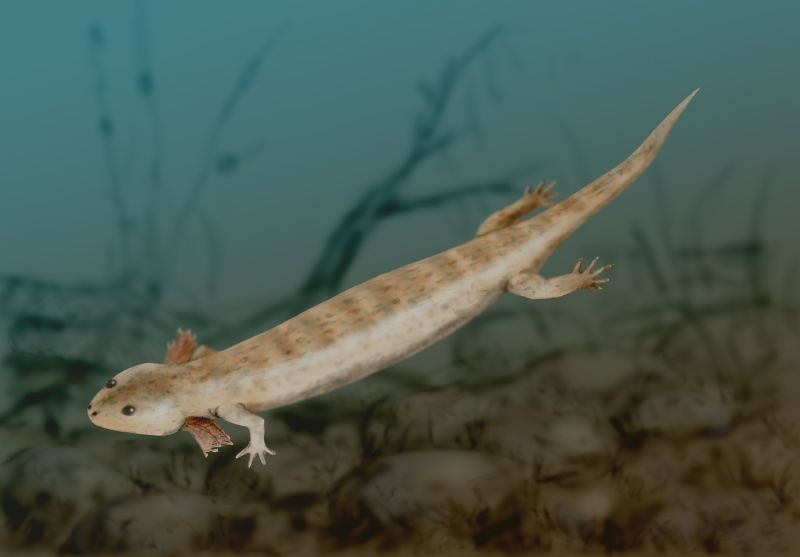
Reconstitution de Microbrachis pelikani.

Microbrachis pelikani était un amphibien de forme allongée, ressemblant à une salamandre. Dans sa description de 1876 l'auteur indique que l'holotype mesure 12 cm et présente 33 vertèbres au lieu des 15 à 26 que l'on retrouve chez ses parents actuels.

## Publication originale
- (de) A. Frič, « Über die Fauna der Gaskohle des Pilsner und Rakonitzer Beckens », Sitzungsberichte der Königlichen Böhmischen Gesellschaft der Wissenschaften, Mathematisch-Naturwissenschaftliche Classe, vol. 1875,‎ 1876, p. 70–79 (lire en ligne).